# Галица
Галица (алб. Galicë) је насеље у општини Вучитрн на Косову и Метохији. Према попису становништва на Косову 2011. године, село је имало 2344 становника, већину становништва чине Албанци. Историјски и географски село Галица припада Дреници.

## Географија
Галица је полупланинско село, разбијеног типа са листопадном шумом, ливадама и пашњацима погодно за сточарство. Оранице са смоничавом и растреситом земљом, на којој успевају све житарице. Смештено на падини планине Чичавице, удаљено 14,5 км од Вучитрна. Сеоско насеље Галица налази се у подножју брдовитог земљишта, а старога је датума. Галица је насеље џематског типа, а сачињавају га махале, које се називају према најбројниј нм кућама једнога рода. У атару села постоје два гробља, једно старовремско ,,Vorre tё vaktit tё moqum”, познато је под именом као ,,vorre kauri’’. Друго је гробље новијег доба. До данашњег села, постоје трагови старог сеоског насеља, које је напуштено.

## Историја
Према катастарском попису области Бранковића из 1455. године, наводи се село Калица, тј. данашње село Галица у Дреници, са ЗО кућа.50 У попису се наводи само виноградарство у овом селу, чија је производња износила 500 чаброва годишње, са ушуром од тога у износу од 50 чворова. Ово село је некада било заселак села Дубовца све до 1937, када је један индустријалац из Хрватске отворио рудник магнезита и тада се назвало као засебно село Галица. Рудник је више пута отваран и затваран, те је радничка колонија више пута обнављана. Пооследњи пут је рудник затворен 1961, а пошта је затворена 1970. Зграде управе рудника и радничке колоније су распродате, а управна зрада је остављена основној школи.
Од 1925. до 1928. населиле су се 4 куће насељеника на добијеној земљи од државе. Гробље је у Дубовцу и уништено је.

## Порекло становништва по родовима
Подаци о броју кућа и пореклу становништва су из 1935. године.
Албанци
- Љаовић (7 кућа), од фиса Куч. Од овога рода 1 домаћинство је одсељено у Албанију почетком 20. века.
- Шабани (3 куће), од фиса Куч.
- Силај (2 куће), од фиса Куч.
- Аџај (4 куће), од фиса Куч, (називају их и Фетовић). Од овога рода 2 куће су одсељене 1927. године у Вучитрн.
- Мемети (3 куће), од фиса Куч.
- Алили (3 куће), од фиса Куч. Године 1930. од овога рода одсељена су 2 домаћинства: једно у Вучитрн, а друго у Косовску Митровицу.
- Алити (4 куће), од фиса Куч.

Сви наведени албански родови су од једног братства Делију, из села Горње Коратице, у Дреници, одакле су се доселили 1835. године.
Цигани (Мађупи)
- Ћупрлије (3 куће), од фиса Куч, досељени су из села Микушнице, у Дреници, а тамо из дреничког села Чубреља. Раније су били без фиса, који су примили у Галици.

Срби и Црногорци (колонисти)
- Радуловић (1 кућа), славе Св. Јована Крститеља, прислужују Малу Госпојину. Досељени су из Кривошија, а старином су од Чева.
- Лечић (1 кућа), славе Св. Арханђела Михаила. Досељени су из села Љубомира, код Билеће.

## Учесници ослободилачких ратова 1912—1918
- Кривокапић Ђоко, битка на Скадру.[2]

## Одсељени 1941-93
- Радуловић Миго 1961, са 3 чл., К. Митровица
- Радуловић Михајло 1968, са 5 чл., К. Митровица
- Радуловић Спасоје 1965, са 3 чл., Вршац
- Радуловић Ђуро 1941, са 6 чл, К. Митровица
- Кривокапић Ђоко 1978, са 6 чл., Вучитрн
- Китановић Љубомир 1968, са 6 чл., Врдник, Срем.[2]

Свега 6 домаћинстава са 28 чланова. Данас у овом селу живи претежно албанско становништво.

## Демографија
Према попису становништва из 1914. године.. Галица је имала 204 становника. Према попису становника из 1921. године, Галица има 150 становника, са 32 домаћинства.
| Година       | 1914 | 1921 | 1948 | 1953 | 1961 | 1971 | 1981 | 1991 | 2011 |
| ------------ | ---- | ---- | ---- | ---- | ---- | ---- | ---- | ---- | ---- |
| Становништво | 204  | 150  | 287  | 306  | 378  | 443  | 446  | 491  | 234  |

|  |